# Syd Gregory
Sydney Edward Gregory (auch bekannt als Syd Gregory; * 14. April 1870 in Randwick, Australien; † 1. August 1929 in Randwick, Australien) war ein australischer Cricketspieler, der zwischen 1890 und 1912 für die australische Nationalmannschaft spielte.

## Kindheit und Ausbildung
Gregory entstammte einer Cricket-Familie. Sein Vater, Ned Gregory, war Teil des australischen Teams beim ersten Test-Match zwischen Australien und England. Sein Onkel, Dave Gregory, und sein Cousin Jack Gregory spielte ebenfalls Test-Cricket für Australien, während sein Bruder, Charles Gregory im First-Class-Cricket aktiv war.

## Aktive Karriere
Sein First-Class-Debüt gab Gregory für New South Wales in der Saison 1889/90. Daraufhin wurde er direkt von Kapitän Billy Murdoch für die Tour in England im folgenden Sommer nominiert. Dort gab er sein Test-Debüt, konnte jedoch zunächst nicht herausstechen. Dies galt auch für den Gegenbesuch der englischen Mannschaft in der Saison 1891/92. Bei seinem zweiten Besuch in England im Sommer 1893 erzielte er sein erstes internationales Fifty über 57 Runs. Für Aufsehen sorgte er dann bei der Ashes Tour 1894/95, wo ihm im ersten Test ein Double-Century über 201 Runs gelangen. Damit setzte er dem englischen Team eine hohe Vorgabe im ersten Innings die zum Follow-on führte, jedoch Unterlag Australien nach einem überraschenden Wetterwechsel dennoch mit 10 Runs. Im letzten Test der Serie erzielte er dann ein weiteres Fifty über 70 Runs. Bei der nächsten Tour in der Saison 1896 erzielte Gregory ein Century über 103 Runs im ersten Test, konnte jedoch auch hier die Niederlage nicht vermeiden. Insgesamt erzielte er bei der Tour mehr als 1.400 Runs und war damit einer der besten Batter der Tour. Im  folgenden Jahr wurde er dann als einer der fünf Wisden Cricketers of the Year ausgezeichnet.
In der Saison 1897/98 konnte er gegen England zwei Fifties (71 und 52 Runs) erreichen. Bei der Ashes Tour 1899 enttäuschte er in den ersten Spielen und konnte erst im letzten Test mit einem Century über 117 Runs einen großen Anteil daran leisten das Remis zu retten und damit den Seriensieg für Australien. Im neuen Jahrhundert kam England zunächst nach Australien und Gregory gelang im dritten Test ein Half-Century über 55 Runs. Bei den folgenden Tour in England in der Saison 1902 und seiner ersten Tour in Südafrika in 1902/03 konnte er dann nicht herausstechen. Im dritten Test der Ashes Tour 1903/04 konnte er dann wieder ein Century über 112 Runs erzielen. Zurück in England eröffnete er die Serie mit einem Fifty über 51 Runs, die jedoch die hohe Niederlage nicht vermeiden konnte. Es dauerte bis Dezember 1907 bis England wieder nach Australien reiste. Mit einem Fifty über 56 Runs im letzten Test stellte er den hohen Serien-Gewinn der australischen Mannschaft sicher. Sein letztes Fifty folgte dann bei der Ashes Tour 1909, als er 74 Runs erreichte und damit das Remis einleitete, dass den Serien-Sieg sicherstellte. Nachdem er nur einen Test bei der Ashes Series 1911/12 gespielt hatte, wurde er mit der undankbaren Aufgabe betraut, das australische Team für die erst- und letztmals ausgetragenem Triangular Tournament 1912 als Kapitän anzuführen. Mehrere Top-Spieler des australischen Teams weigerten sich die Reise nach England anzutreten, da sie mit den finanziellen Vereinbarungen nicht einverstanden waren. Von denen die mitreisenden Spielern glänzten dann mehrere nach Aussage des umstrittenen Tour-Managers George Crouch durch schlechtes Benehmen und zu viel Alkohol. Dem Team gelang es in einem sehr von schlechtem Wetter geprägten Sommer die Entscheidung bis zum letzten Spiel gegen England aufzuschieben. Dort verlor Australien dann 8 Wickets für nur 21 Runs auf einem "Pitch der besser für Wasserball geeignet war". Dies sollte sein letzter Einsatz für das australische Nationalteam sein. In 1920 erklärte er dann seinen Rücktritt von allen Formen des Crickets.

## Nach der aktiven Karriere
Gregory arbeitete zunächst für das Post Office. Nach seinem Double-Century 1894/95 hatte es eine Sammlung gegeben, bei dem für ihn 120 Pfund zusammenkamen, womit er einen Shop gründete. Auch bei den folgenden Touren hatte er Geld gespart und damit sein Unternehmen unterstützt. Dies gelang ihm jedoch in 1902 nicht mehr und als er zurückkam, waren während seiner Abwesenheit die Kunden ausgeblieben und er musste die Insolvenz erklären. Daraufhin arbeitete er als Buchhalter beim "Water Board" und verstarb 1929 im Alter von 59 Jahren.